# Antonio R. Barceló
Antonio Rafael Barceló y Martínez (15 de abril de 1868-15 de diciembre de 1938). fue abogado, político, legislador y patriarca de la familia puertorriqueña más prominente en la política puertorriqueña. Antonio Barceló es recordado por ser el primer presidente del Senado de Puerto Rico y por ser abuelo del ex gobernador de Puerto Rico, Carlos Romero Barceló.

## Primeros años
Barceló nació en la ciudad de Fajardo, Puerto Rico el 15 de abril de 1868 a Jaime José Barceló Miralles y Josefa Martínez de León. Se convirtió en huérfano a los tres años por la muerte de su padre José Barceló en 1870, y por su madre Josefa Martínez en 1871. De ahí se fue a vivir con su tía Carmela de León y su abuela Belén de León. En su juventud, Barceló se interesó en la política, de lo cual su vida se trataría por completo. 
En 1928, Barceló se ganó el título de Juris Doctor de la Universidad de Leyes de Columbia. También se unió al Partido Autonomista, del que rápidamente se convirtió en secretario del partido. El 4 de febrero de 1899 se casó con Georgina “Josefina” Bird Arias, proveniente de una familia prominente en la industria azucarera. Producto de su matrimonio nació Antonio Barceló Bird, Josefina Barceló Bird, Jaime Barceló Bird y María Angélica Barceló Bird. Esta última, tras la muerte de su padre en 1938, se convirtió en líder del Partido Liberal de Puerto Rico, fundado por Barceló, convirtiéndose en la primera mujer en ocupar tal cargo en cualquier partido político.

## Fallecimiento
Antonio Rafael Barceló falleció el 15 de diciembre de 1938 en su casa de Santurce. Su nieto fue el exgobernador de Puerto Rico, Carlos Romero Barceló fue en 1977 juramentado como Gobernador de Puerto Rico con una agenda pro estadidad, estatus político al que se había opuesto Antonio R. Barceló, como miembro del Partido Nuevo Progresista de Puerto Rico.